# Bahías de Huatulco

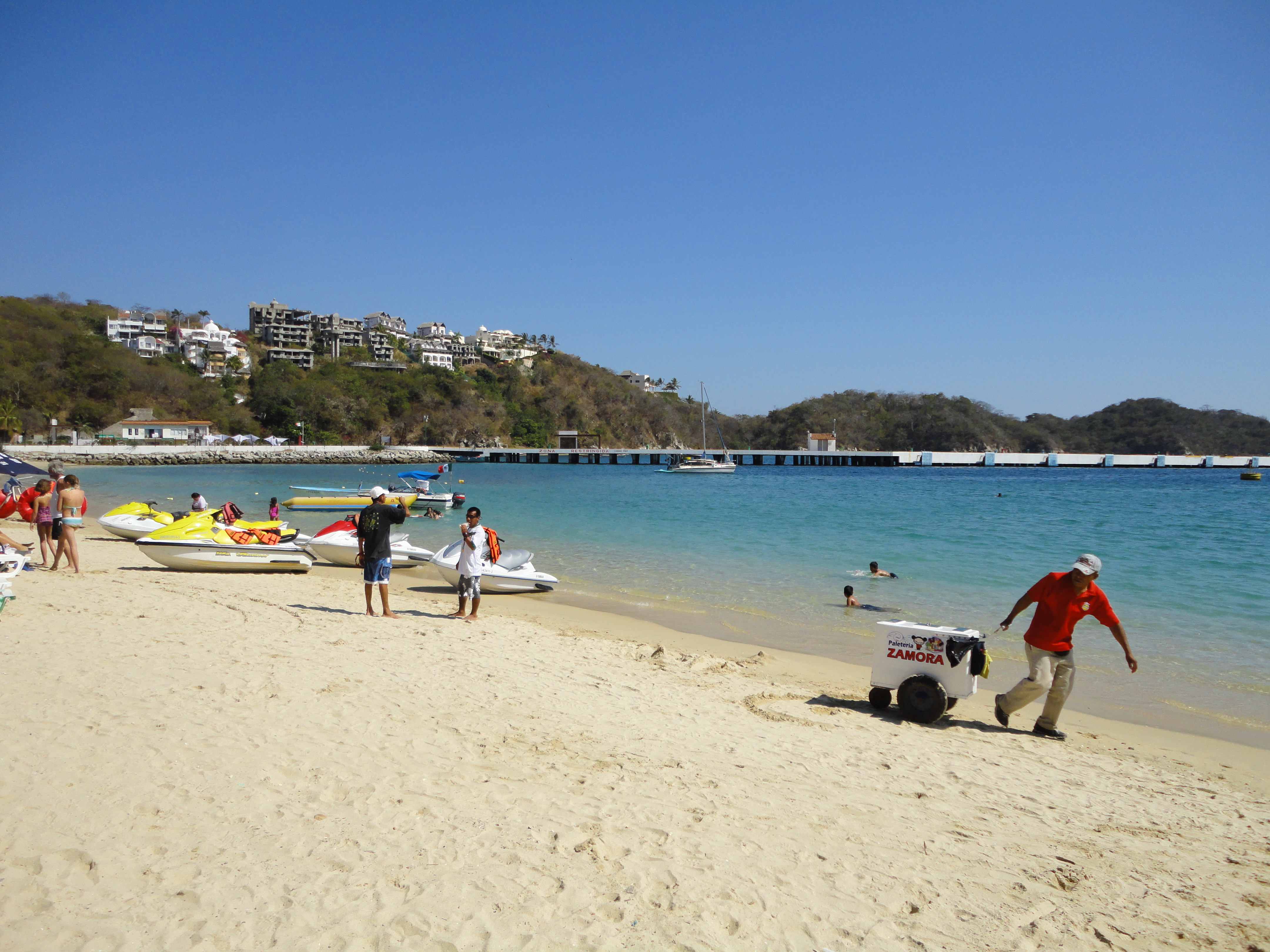
Vista del muelle turístico de la bahía Santa Cruz

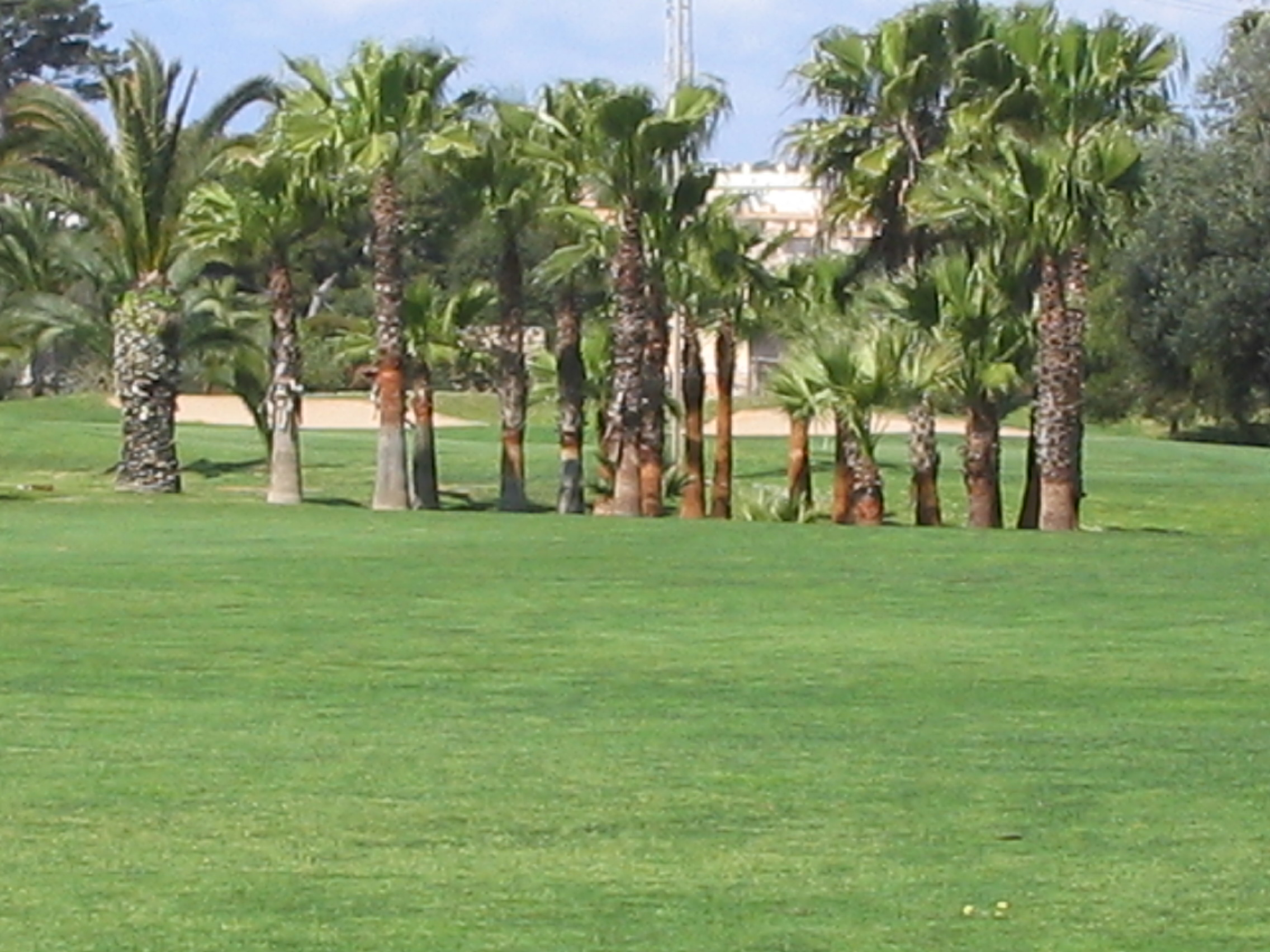
Palmeras en Huatulco.

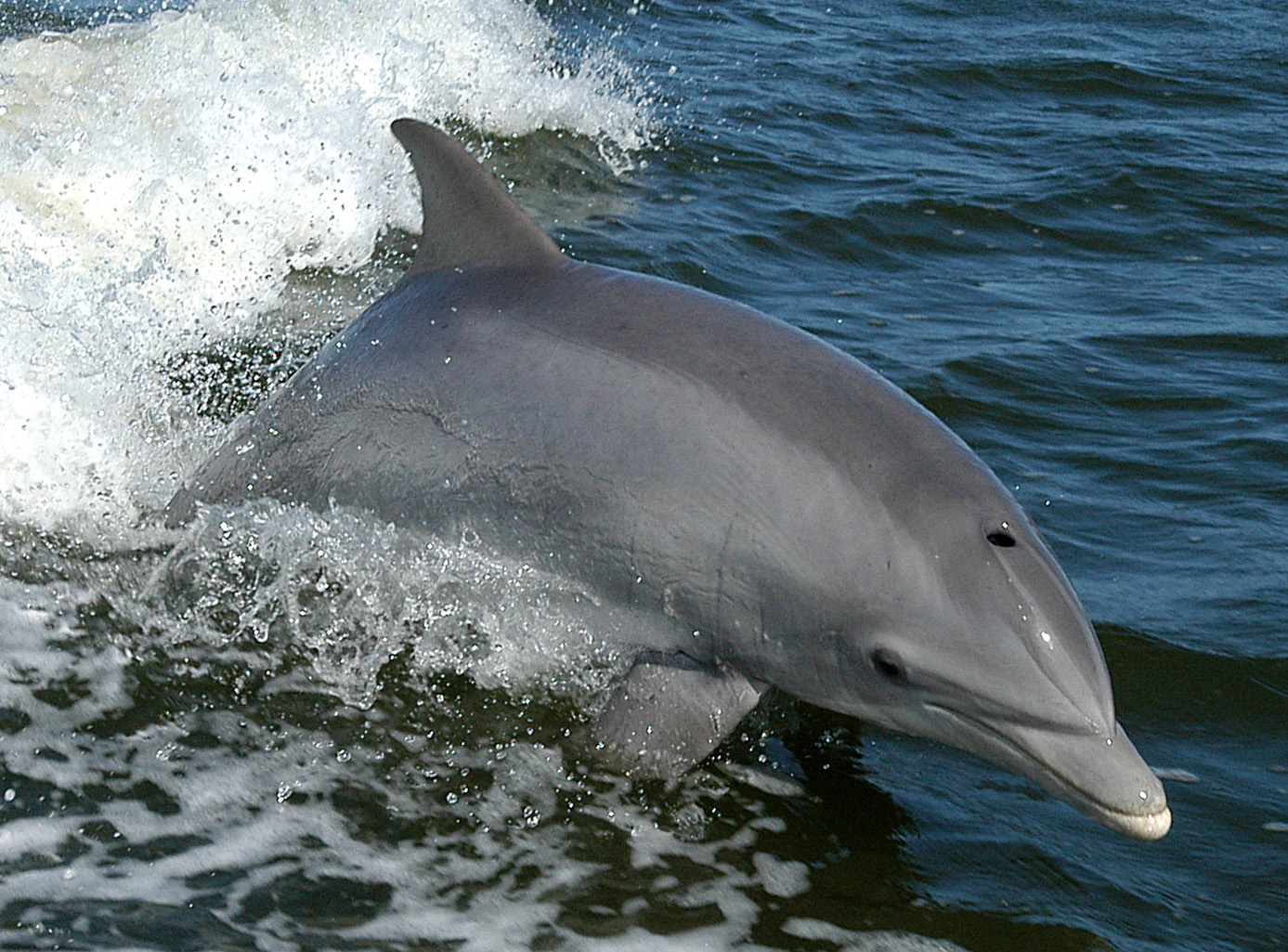
Delfín Nariz de Botella o Mular.

Marina de Huatulco.

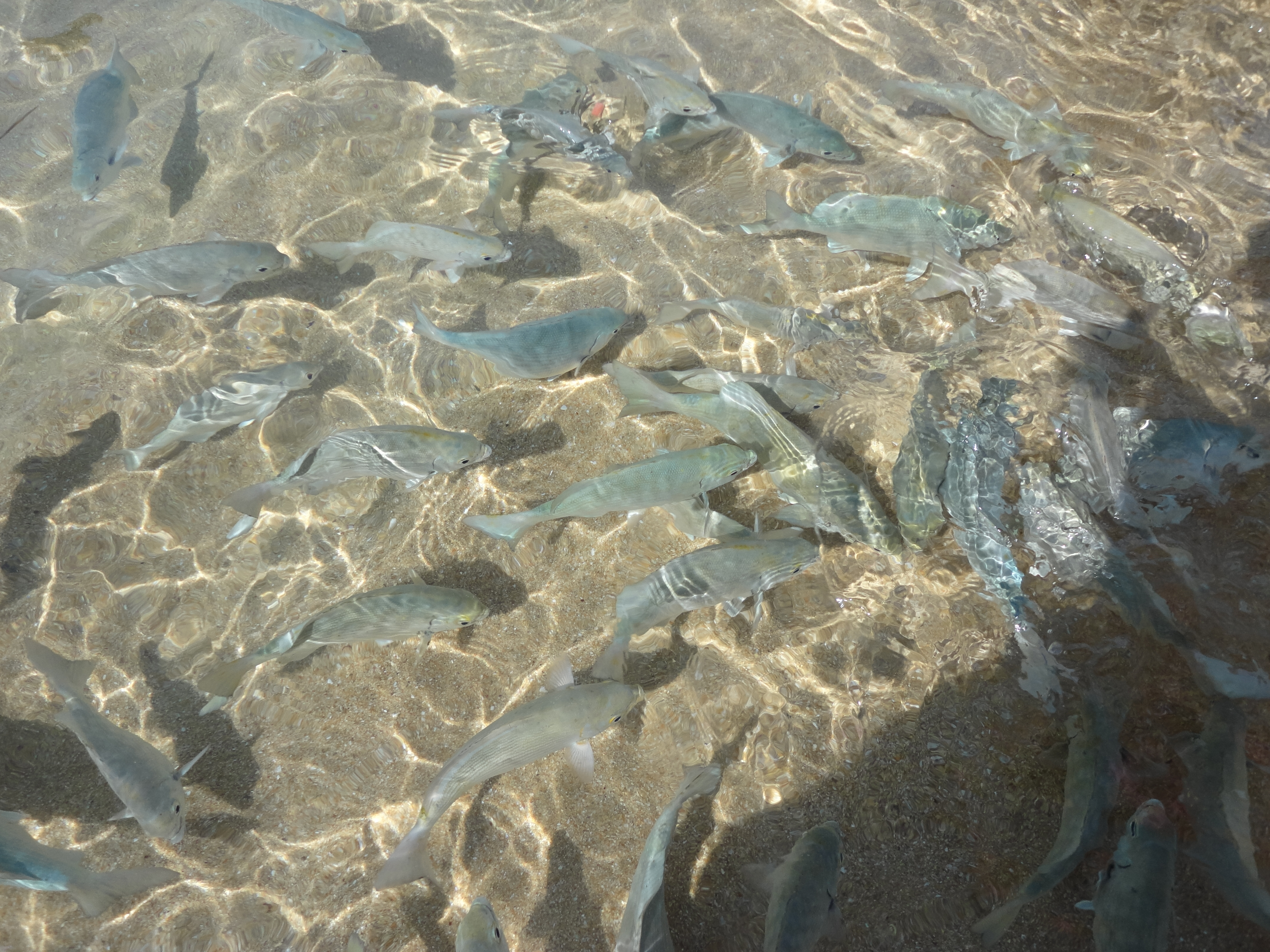
Peces que se acercan a que los turistas los alimenten

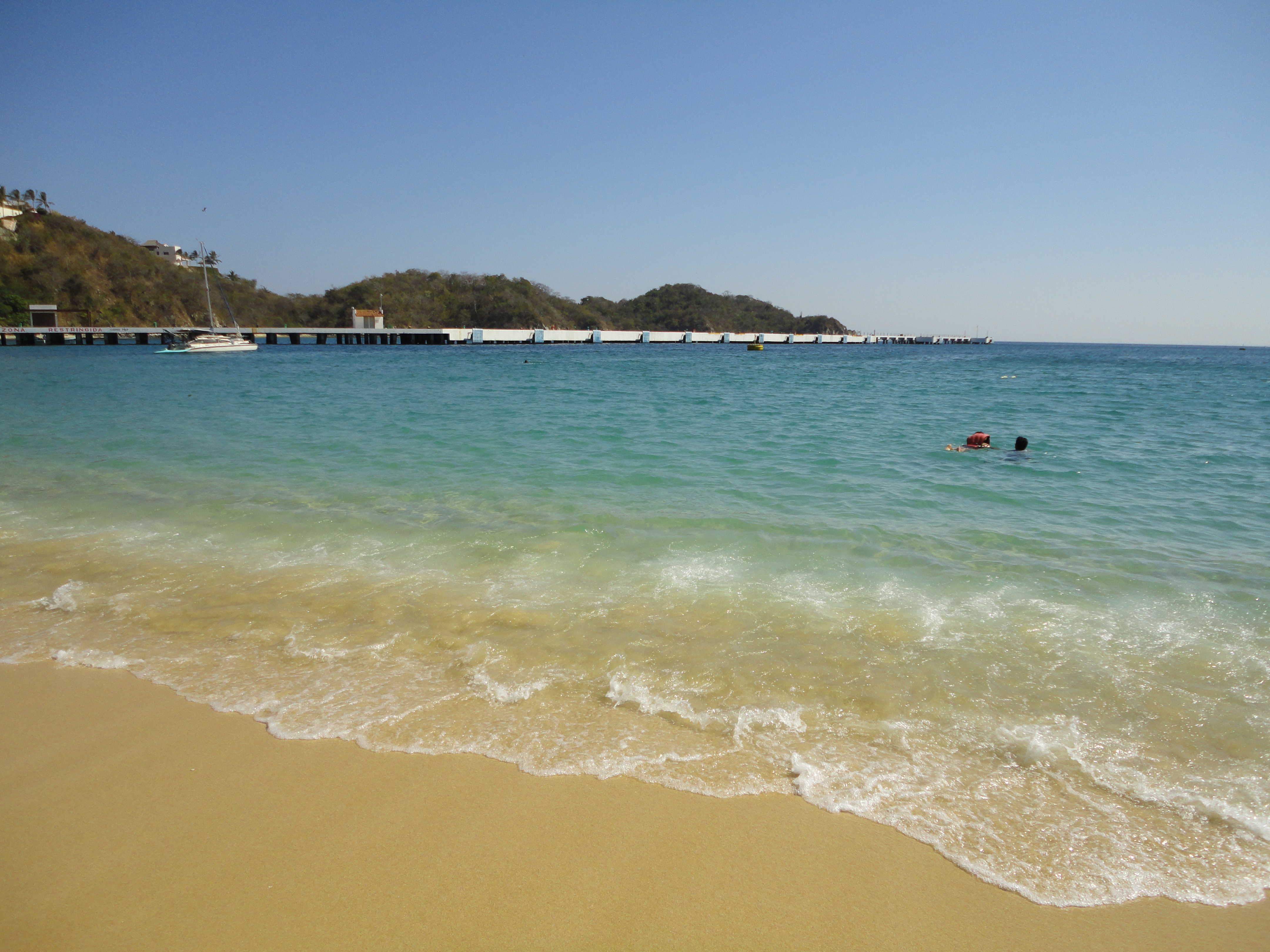
Vista de la playa con su arena dorada

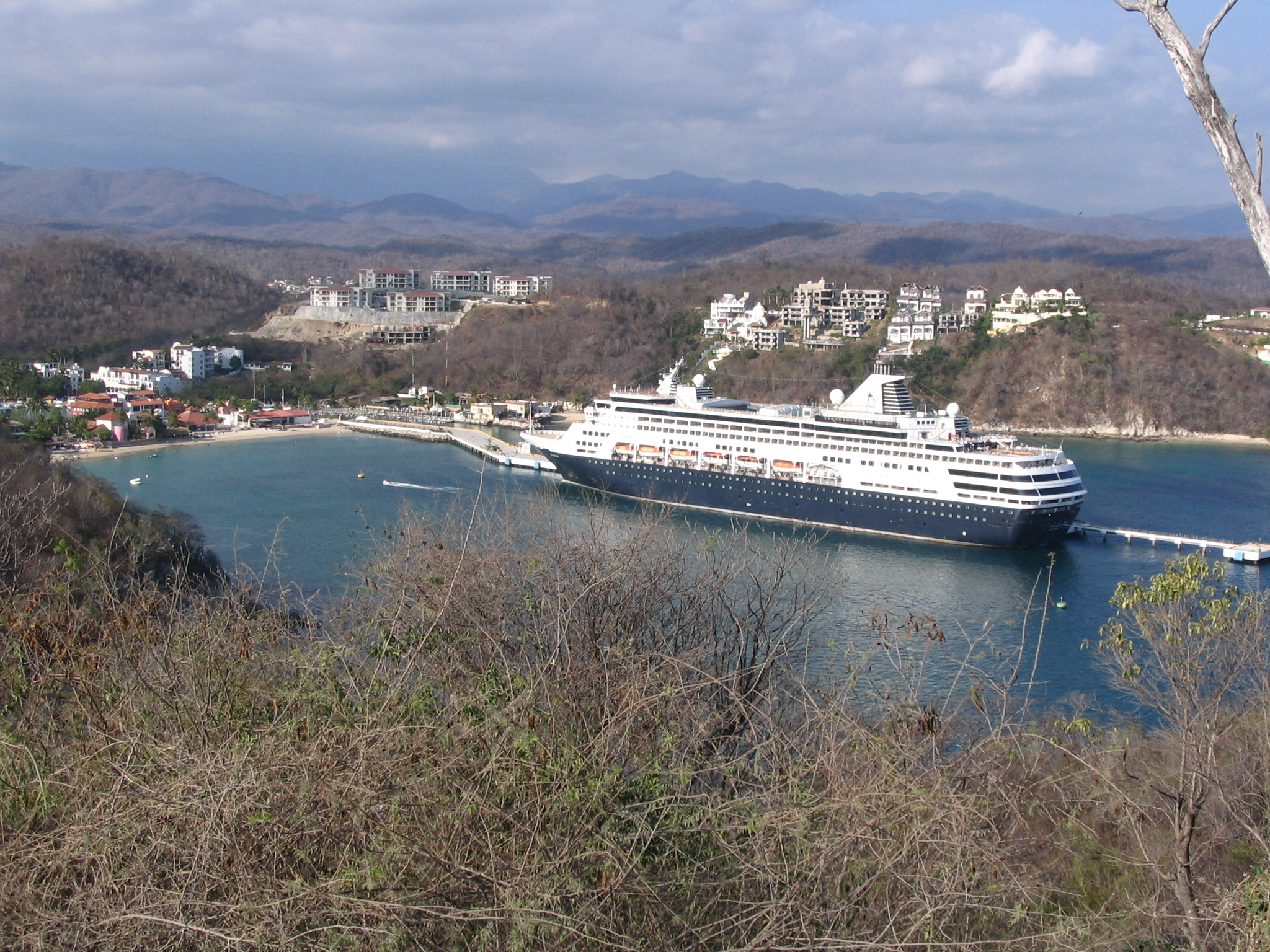
El turismo de primer nivel es una de las principales fuentes de ingresos en la economía del municipio.

Bahía de Huatulco es un desarrollo turístico de México, localizado en la costa del océano Pacífico del estado de Oaxaca. Es un destino de cruceros y conocido por sus características favorables para practicar surf.

## Atractivos
Su principal atractivo son sus 9 bahías y 36 playas. Las bahías llevan por nombre:
- Conejos: cuenta con tres playas: El Tejoncito,  Playa Conejos y Punta Arena;
- Tangolunda: en zapoteco significa "mujer bonita"; considerada la principal zona hotelera del municipio.[1]
- Santa Cruz: cuenta con tres playas: La Entrega, Yerbabuena y Punta Santa Cruz; es una de las bahías más importantes del lugar,[1] ya que ahí se encuentra la dárcena o embarcadero de donde zarpan todas las embarcaciones, y un muelle para cruceros de talla internacional;
- Chahué: en zapoteco significa "tierra fértil" o "tierra húmeda"; cuenta con una marina para yates;
- Maguey: esta playa de aproximadamente 500 metros de longitud y 25 a 50 metros de ancho es muy visitada debido a la tranquilidad de sus aguas, el agua es cristalina con tonalidades verdes y azules, y tiene temperatura templada;
- Órgano: playa virgen de aproximadamente 240 metros de longitud y 20 metros de ancho; su pendiente es moderada, al igual que sus oleajes;
- Cacaluta: en zapoteco significa "ave negra" o cacalote; recibe año con año a distintas aves migratorias;
- Chachacual: es una gran reserva ecológica integrada al parque nacional Huatulco; posee dos playas vírgenes: Chachacual y La India; hasta la fecha la única vía de acceso es por mar;
- San Agustín: con aproximadamente 1,500 metros de longitud y de 20 a 80 metros de anchura, cuenta con una arrecife de coral blanco a tan sólo unos metros mar adentro; cuenta con dos playas: San Agustín y Cacalutilla.

Bahías de Huatulco cuenta con un alto potencial para el ecoturismo, destacan dentro de este tipo de actividades el tour a las Cascadas de Llano Grande o las mágicas de Copalitilla, el tour en bicicleta, el rápel, la tirolesa, el tour a caballo, el temazcal maya Santa Cruz, la observación de aves, etcétera. También se han venido desarrollando desde hace algunos años actividades de turismo comunitario, las cuales consisten en conocer de cerca la vida comunitaria de los alrededores del desarrollo turístico.
Bahías de Huatulco también cuenta con un Mariposario llamado Yeé Lo Beé de la lengua zapoteca que en español significa "Flor del Cielo" y se encuentra ubicado a unos 7 minutos de la zona hotelera. Es considerado el Mariposario más grande de México, cuenta con treinta y tres especies diferentes de Mariposas y tiene un área de exhibición de 998.28 m².

En temporada de invierno en el agua se pueden encontrar medusas pequeñas y transparentes, pican un poco pero son soportables. Es la temporada de reproducción porque se encuentran por todas las bahías aunque en las que cuentan con banco de peces existen un poco más por el alimento vivo existe en estas aguas.

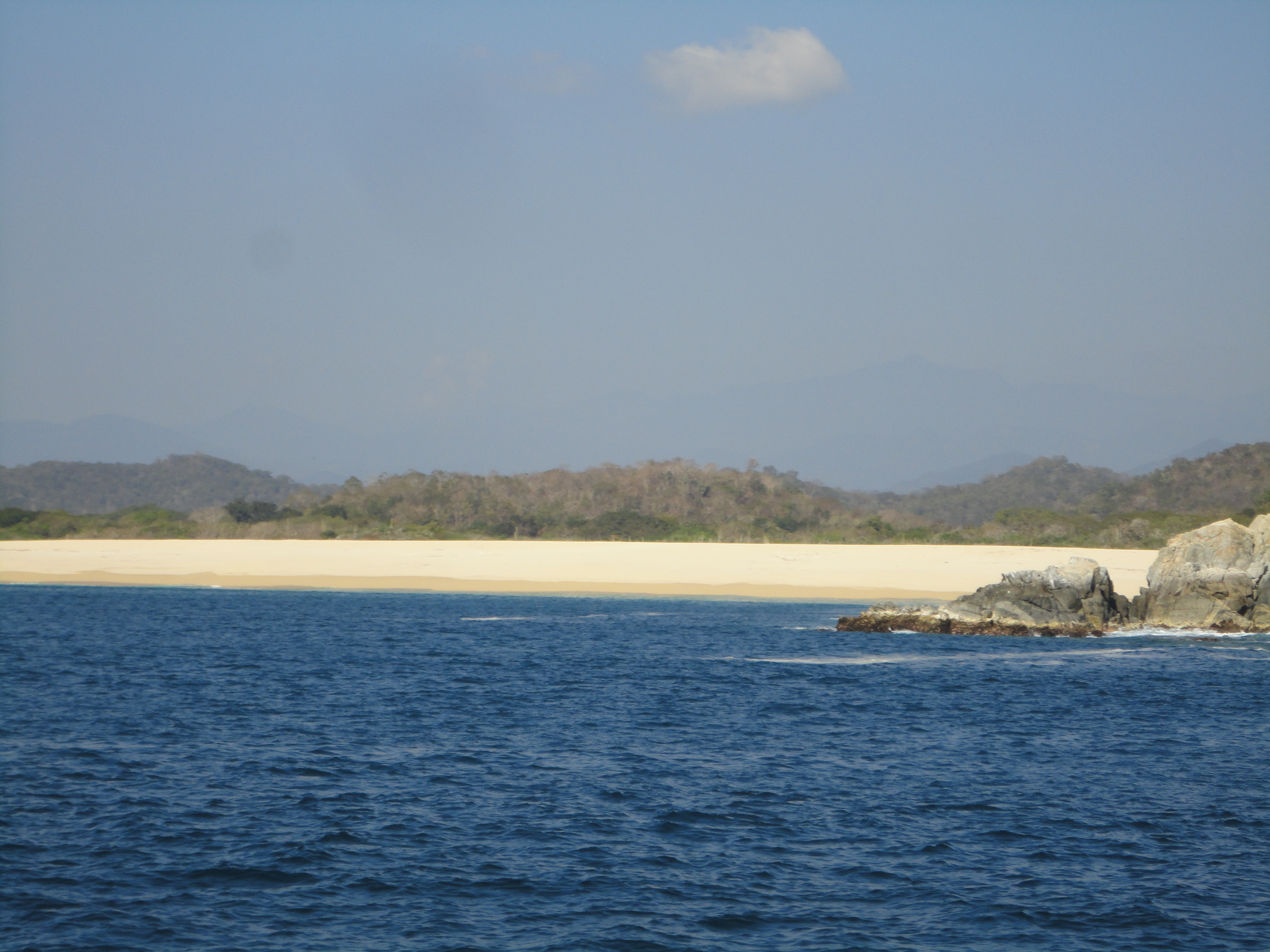
Vista de la playa Cacaluta. Una de las 9 principales Bahías

.

## Ubicación
Las Bahías de Huatulco se localizan en la costa del Estado de Oaxaca, en la parte final de la Sierra Madre del Sur, abarcando 35 kilómetros del Litoral pacífico Mexicano, entre los ríos de Coyula y Copalita. El sector se encuentra a 277 km de la capital de Oaxaca y a 50 minutos de la Ciudad de México por vía aérea. El clima es cálido, con un promedio de 325 días soleados al año y 40 días lluviosos. 
Posee una topografía accidentada de montañas, laderas y valles, adornada por los ríos Coyula, San Agustín y Copalita.
Entre los lugares aledaños a las bahías de Huatulco es posible encontrar el Puerto Ángel a 52 kilómetros, Puerto Escondido a 109 km,  la cabecera municipal a 34 km y San Pedro Pochutla a 40 km, entre otros.

## Infraestructura
Cuenta con adecuadas vías de comunicación y un moderno aeropuerto internacional, HUX Aeropuerto Internacional de Bahías de Huatulco, ubicado a 19 km de la zona hotelera.
Tabla de distancias en kilómetros: (fuente S.C.T.)
- Ciudad de México - Bahías de Huatulco: 765 km
- Puebla de Zaragoza - Bahías de Huatulco: 640 km
- Oaxaca de Juárez - Bahías de Huatulco: 277 km
- Acapulco - Bahías de Huatulco: 512 km
- Puerto Escondido - Bahías de Huatulco: 109 km
- Puerto Ángel - Bahías de Huatulco: 52 km
- San Juan Bautista Tuxtepec - Bahías de Huatulco: 565 km

## Clima
Uno de tantas bondades con las que cuenta Bahías de Huatulco es su clima: cálido subhúmedo, con una temperatura media anual de 28 °C, con una media extrema de 18 °C en invierno y 38 °C a finales de la primavera y durante el verano.

## Flora y fauna
La vegetación de Bahías de Huatulco es exuberante, se pueden encontrar las principales especies arbóreas, como el tepeguanje, el cazarate, la amapola, los ficus, mecianos, el colorin, así como selva baja espinosa, matorral espinoso, bosque de galería y manglar en el cordón litoral. Su fauna es típica de la zona neotropical, con ausencia de grandes mamíferos y depredadores; se encuentran las ratas de campo, ratones, tlacuaches, tejones, mapaches, armadillos. conejos, ardillas, venado cola blanca. Existe una variedad de reptiles y anfibios, entre ellos salamandras, sapos, ranas tortugas terrestres y acuáticas, iguanas, boas, víboras, así como una extensa variedad de aves, donde las más importantes son los halcones, gavilanes, lechuzas, palomas, pelícanos, gaviotas, urracas, cardenales, calandrias, caciques, carpinteros, colorines, gorriones y colibríes.
Huatulco es rico en fauna marina. Destacan el ostión, la langosta, el camarón, el delfín, el atún, el dorado, el pargo,  el pez vela y el marlin, la tortuga, el huachinango, la almeja, el caracol y ocasionalmente ballenas.
Cabe mencionar que las Bahías de Huatulco son uno de los mayores ecosistemas de la República Mexicana a tal grado que el presidente Ernesto Zedillo Ponce de León lo declaró una zona protegida que con el tiempo se convirtió en parque nacional.[cita requerida] La primera propuesta fue realizada por las Secretarías de Medio Ambiente, Recursos Naturales y Pesca, Marina y Comunicaciones y Transportes en 1997.